# 鳥羽小浜温泉
鳥羽小浜温泉（とばおはまおんせん）は、三重県鳥羽市にある温泉である。
市内のほかの温泉地と合わせ鳥羽温泉郷を形成する。

## 概要
地下2000mから湧出するアルカリ性単純温泉。鳥羽駅から西北西に550mの地点にあり、小浜町とされる区域内にはない。
志摩半島では珍しい高温泉であり、ゆえにかけ流しを行っている。歴史は不明。

## 温泉街
ホテル「鳥羽小浜温泉 あわらぎの湯 浜離宮」が存在する。周囲にはほかにも温泉宿が複数あるが、ほとんどの宿は榊原温泉および南勢桜山温泉の湯を利用している。

## アクセス
- 近鉄鳥羽線・参宮線鳥羽駅から徒歩7分